# Svanesundsfestivalen
Svanesundsfestivalen är en årlig musikfestival i Svanesund, som första gången anordnades 2019.
Artister 2019
Amanda
Björn Rosenström
Brobygget
Drängarna
Linda Bengtzing
Byggis & Mackan
Dave Bickler (survivor)
Bill Champling (chigago)
Martin Stenmark
2020 Pandemi
2021 Pandemi
2022 
Drängarna
Elov & Beny
Drängarna
Svenne Rubins
Sofie Svensson
Snowstorm
Dotter
Nordman
Dansbandskungen
2023
Drängarna 
LOK
Black Ingvars
Lotta Engberg
Brolle Jr
Fröken Snusk
Kuselofte
250 kg Kärlek 
På festivalen har artister och grupper som Martin Stenmarck, Linda Bengtzing, Björn Rosenström, Nanne Grönvall, Elov & Beny, Dansbandskungen, Sofie Svensson och dom där, Dotter, Snowstorm, Bill Champlin (Chicago) Dave Bickler (Survivor), Dogge Doggelito och Drängarna uppträtt.